# HNLMS Koningin Regentes
Le HNLMS Koningin Regentes ou Zr.Ms. Koningin Regentes est un croiseur cuirassé pensé comme navire de défense côtière, navire de tête de la Classe Koningin Regentes en service dans la Koninklijke Marine (Marine royale néerlandaise) pendant la Première Guerre mondiale.  
Le navire est construit au Rijkswerf d'Amsterdam au début du XXe siècle. Après l'éruption du volcan de la montagne Pelée sur l'île française de la Martinique, il porte assistance aux victimes, puis participe à une expédition sur l'île de Bali en 1906. Il accomplit plusieurs voyages pour montrer le drapeau néerlandais et est finalement désarmé en 1920.

## Conception
Le navire mesurait 96,622 mètres de long, avait un maître-bau (largeur) de 15,189 mètres, un tirant d'eau de 5,817 mètres et un déplacement de 5 002 tonnes. Le navire était équipé de moteurs alternatifs à deux arbres, d'une puissance de 4 800 kW (6 500 ch) et d'une vitesse maximale de 16,5 nœuds (30,6 km/h). Son blindage de ceinture avait une épaisseur de 150 mm, tandis que son blindage de barbette était de 250 mm et son blindage de tourelle de 250 mm. Deux canons à tourelle simple de 240 mm constituaient l'armement principal du navire, et ceux-ci étaient complétés par quatre canons simples de 150 mm et huit canons simples de 75 mm. Le navire avait un effectif de 340 hommes.

## Histoire
Après avoir été posé en 1898, le Koningen Regentes a été construit par la Rijkswerf  à Amsterdam et lancé le 24 avril 1900. Le navire y a été baptisé par la Reine mère des Pays-Bas, Emma de Waldeck-Pyrmont, puis a été mis en service dans la Marine royale néerlandaise le 3 janvier 1902.
Le 11 mars de la même année, il quitte le port de Flessingue à destination des Antilles néerlandaises, en réponse à la montée des tensions politiques entre les Pays-Bas et le Venezuela, pour évacuer les Juifs de Coro vers Curaçao. Il a interrompu son voyage pour porter secours aux victimes de l'éruption du volcan de la Montagne Pelée sur l'île française de la Martinique, puis a poursuivi sa route de concert avec le HNLMS Utrecht et est arrivé le 2 avril 1902 dans le port vénézuélien de La Guaira. Avant leur arrivée, la marine vénézuélienne avait contrôlé à plusieurs reprises les navires marchands néerlandais et antillais et la présence des navires de guerre néerlandais a eu un effet dissuasif sur les actions ultérieures.
En 1906, le Koningin Regentes, avec son navire-jumeau (sister ship) HNLMS De Ruyter et le croiseur protégé HNLMS HNLMS Zeeland, a participé à une expédition sur l'île de Bali dans les Indes orientales néerlandaises, dans le cadre des tentatives néerlandaises d'intégration des royaumes méridionaux de  Tabanan, Badung et Klungkung dans les Indes orientales néerlandaises. Les 16 et 17 septembre, les navires ont bombardé la ville de Denpasar, puis les forces terrestres ont brisé la résistance qui restait.
Le 10 août 1909, le navire, accompagné des HNLMS Marten Harpertszoon Tromp et De Ruyter, a quitté Batavia pour se rendre en Chine, à Hong Kong, au Japon et aux Philippines afin de montrer le drapeau. L'année suivante, le navire a entrepris une croisière en Australie pour montrer le drapeau. Après avoir quitté Surabaya le 15 août 1910, le Koningin Regentes et ses deux navires-jumeaux, le De Ruyter et le HNLMS Hertog Hendrik, ont visité les ports de Brisbane, Melbourne, Sydney, Fremantle et plusieurs autres ports.
Le 4 avril 1918, au cours des dernières étapes de la Première Guerre mondiale, le navire et le HNLMS De Zeven Provinciën  ont escorté les navires à passagers Vondel, Kawi, Rindjani et Grotius jusqu'au port de Tanjung Priok. Les navires ont été interceptés dans les parties orientales de l'archipel indien par les deux navires de guerre après que des navires marchands néerlandais aient été confisqués par les forces navales britanniques et américaines, exerçant le droit d'angarie.
Le navire a finalement été désarmé en 1920